# Jaap Stam
Jakob „Jaap” Stam (n. 17 iulie 1972, Kampen, Țările de Jos) este un fost fotbalist neerlandez, care a fost votat de două ori cel mai bun fundaș din UEFA Champions League în sezonul 1998-99 și 1999-00. A jucat pentru mai multe cluburi din Europa printre care: PSV Eindhoven, Manchester United, S.S. Lazio, A.C. Milan și AFC Ajax înainte de a se retrage în octombrie 2007.

## Cariera la echipa națională
A debutat la echipa națională a Olandei la data de 24 aprilie 1996, într-un meci câștigat de Germania împotriva naționalei "Portocalei Mecanice". Primul turneu final la care a participat Jaap Stam a fost Campionatul European de Fotbal din 1996.
În anul 1998, Stam a participat, alături de naționala de fotbal a Olandei, la Campionatul Mondial de Fotbal desfășurat în Franța. A reușit o performanță excelentă alături de colegii săi, ajungând până în finala mică a acestei competiții.
La Campionatul European din 2000, Stam a jucat pe teren propriu, deoarece Olanda a fost gazdă, împreună cu vecina Belgia. A ajuns din nou până în semifinale, Olanda fiind eliminată de Italia după o serie de lovituri de departajare la care Stam a ratat, împreună cu colegii săi Frank de Boer și Paul Bosvelt.
Ultimul turneu final la care a participat Stam a fost Campionatul European de Fotbal din 2004. A ajuns din nou până în faza semifinalelor. După acest turneu final, a decis să se retragă din echipa națională a Olandei, dedicându-se carierei la noua sa echipă de club, AC Milan, și familiei.

## Palmares

### Club
PSV Eindhoven
- Eredivisie (1): 1996–97
- KNVB Cup (1): 1995–96
- Johan Cruijff-schaal (3): 1996, 1997, 1998

Manchester United
- Premier League (3): 1998–99, 1999–00, 2000–01
- FA Cup (1): 1998–99
- UEFA Champions League (1): 1998–99
- Cupa Intercontinentală (1): 1999

Lazio
- Coppa Italia (1): 2003–04

Milan
- Supercoppa Italiana (1): 2004

Ajax
- KNVB Cup (1): 2006–07
- Johan Cruijff-schaal (2): 2006, 2007

### Individual
- Fotbalistul olandez al anului (1): 1997
- Gheata de Aur a Olandei (1): 1997
- UEFA Champions League Best Defender (2): 1998–99, 1999–00
- PFA Team of the Year (3): 1999, 2000, 2001
- Overseas Team of the Decade - Premier League 10 Seasons Awards (1992/3 - 2001/2)